# عبدالحمید محمود التکریتی
عبدالحمید محمود التکریتی (عربی: عبد الحميد محمود التكريتي؛ ۱۹۵۷ – ۷ ژوئن ۲۰۱۲) نظامی و سیاست‌مدار اهل عراق بود. وی در فاصله سالهای ۱۹۹۰ تا ۲۰۰۳ منشی شخصی رئیس‌جمهور وقت عراق، صدام حسین بود و با حفظ سمت از ۱۹۹۲ تا ۱۹۹۷ نیز ریاست سازمان امنیت عراق را برعهده داشت. وی نفر چهارم از لیست ۵۵ نفره ای بود که آمریکایی ها پس از اشغال عراق منتشر کردند. دادگاه جنایی عالی عراق در ۲۶ اکتبر سال ۲۰۱۰ میلادی حکم اعدام را برای او اعلام کرد. وی در ۸ ژوئن ۲۰۱۲ اعدام شد. 